# Nyponsandbi
Nyponsandbi eller glanssandbi (Andrena nitida) är en art i insektsordningen steklar som tillhör överfamiljen bin och familjen grävbin. Det alternativa, svenska trivialnamnet, "glanssandbi", användes framför allt tidigare i Sverige, och fortfarande i Svenskfinland.

## Beskrivning
Detta bi har en kroppslängd på 12 till 14 millimeter. Grundfärgen på kroppen är svart. Huvudet har svart behåring, medan mellankroppen har rödbrun behåring på ovansidan, vitaktig på sidorna. Behåringen kan blekna när biet åldras. Benen är svarta med vitaktiga lår. Honan har dessutom en vitaktig hårborste för polleninsamling på bakbenen. Bakkroppen är glänsande svart, med glesa, ljusa hår på den främre delen.

## Utbredning
Nyponsandbiet förekommer i större delen av Europa från södra Finland i norr till Spanien, Italien och Nordafrika i söder, och från Brittiska öarna och Iberiska halvön i väster över Kaukasus till Centralasien och Sibirien i öster. I sydöst når det Turkiet och Iran.
I Sverige har nyponsandbiet hittats från Skåne till Mälardalen. Idag finns det dock främst kvar i Småland, Östergötland och Södermanland med spridda förekomster i Skåne, Halland och Södermanland, och det är troligtvis försvunnet från Blekinge och Västergötland. Nyponsandbiet är klassad som sårbart av Artdatabanken och en orsak till dess tillbakagång kan vara omvandlingen av jordbrukslandskapet från ett mer småskaligt sådant till ett mer storskaligt.
I Finland, där det är klassificerat som livskraftigt, har det observerats i de södra delarna av landet norrut till Norra Savolax.

## Ekologi
Nyponsandbiets habitat består av gräsmarker, gärna med buskvegetation, sand- och grustag, samt bergsterräng i Karpaterna och Alperna där det kan gå upp till höjder mellan 1 700 och 2 500 m.
Honan är polylektisk, hon samlar pollen från flera olika växtfamiljer; främst rosväxter, men även korgblommiga växter, korsblommiga växter, gurkväxter, strävbladiga växter, ärtväxter, näveväxter, kransblommiga växter, liljeväxter, ranunkelväxter, vallmoväxter och videväxter I Norden flyger arten i maj och juni, även om honor har observerats flyga in i augusti. Längre söderöver får arten två generationer, med en sammanlagd flygtid från april till september.
Arten är ett solitärt bi, det vill säga att det inte bildar samhällen. Som hos alla sandbin gräver honan gångar med larvceller i marken, som hon sedan fyller med pollen som näring åt larverna och avslutar det hela genom att lägga ett ägg i varje larvcell. Nyponsandbiet anlägger sitt bo på torrängar med liten eller ingen växtlighet och södersol. Boet parasiteras troligtvis av gyllengökbi, gullgökbi och majgökbi, som alla är så kallade gökbin; de lägger ägg i andra bins bon, där larven lever av den insamlade näringen efter det att värdägget eller -larven dödats.
Hanar av arten har observerats patrulleringsflyga i buskage, det vill säga de flyger längs med buskarna och avsätter feromoner på dem för att locka till sig parningsvilliga unghonor.